# Phenomena (album)
Phenomena – szósty album studyjny amerykańskiego przedsiębiorstwa Audiomachine, wydany 6 maja 2014 roku.

## Lista utworów
Źródło: AllMusic
| Nr  | Tytuł                        | Długość |
| --- | ---------------------------- | ------- |
| 1.  | „Blood and Stone”            | 3:26    |
| 2.  | „Ice of Phoenix”             | 3:49    |
| 3.  | „Red Sorrow”                 | 4:05    |
| 4.  | „Whispers of Wonders”        | 3:52    |
| 5.  | „Deep Heart”                 | 2:59    |
| 6.  | „Legends of Destiny”         | 2:39    |
| 7.  | „Seeds of Promise”           | 2:41    |
| 8.  | „Lords of Lankhmar”          | 3:29    |
| 9.  | „Crossing Destiny”           | 3:48    |
| 10. | „Gathering of the Clans”     | 1:40    |
| 11. | „The Last Ember”             | 3:56    |
| 12. | „Above and Beyond”           | 2:54    |
| 13. | „Drakon’s Empire”            | 2:44    |
| 14. | „Fortress of Solitude”       | 2:18    |
| 15. | „Epiphany”                   | 1:56    |
| 16. | „God of the Drow”            | 2:02    |
| 17. | „Journey Through the Portal” | 2:42    |
| 18. | „Legacy of the Lost”         | 3:42    |

## Notowania na listach przebojów
| Kraj              | Lista              | Najwyższa pozycja |
| ----------------- | ------------------ | ----------------- |
| Stany Zjednoczone | Classical Albums   | 2                 |
| Stany Zjednoczone | Heatseekers Albums | 47                |